# Friedrich Moritz von Burger
Friedrich Moritz von Burger (Wolfsberg, 4 luglio 1804 – Vienna, 2 ottobre 1873) è stato barone e conte dell'Impero austriaco.

## Biografia
Membro di una delle famiglie più vicine alla Casa Imperiale d'Austria, Friedrich Moritz von Burger, barone e conte dell'Impero Austriaco, era amico personale dell'Imperatore Francesco Giuseppe I e venne da questi nominato nel 1850 Ispettore della Borsa di Trieste, ove rimase in carica sino al 1854. Nel 1849 l'Imperatore lo nominò Governatore della Stiria, carica che ricoprì sino al 1857. Tra il 1857 e il 1859 venne nominato Governatore di Milano e della Lombardia allora capitale del Regno Lombardo-Veneto.
In seguito alla fondazione nel 1849 del Litorale Austriaco, che comprendeva i Länder di Gorizia, Gradisca, Trieste ed Istria, ne divenne il primo Governatore.
Ricoprì contemporaneamente anche l'incarico di Governatore di Trieste sino al 1862. Dal 30 agosto 1862 al 27 luglio 1865 fu Ministro della Marina del Governo Austro-Ungarico.
Il suo impegno per il rilancio delle attività commerciali e marittime fu molto forte, il Lloyd Austriaco nel 1863 varò una nave con il suo nome, la "Barone Burger", che rimase armata sino al 1885.
Ebbe due figlie: Bertha Giuseppa Amalia che andò in sposa nel 1869 al conte Vincenzo Saverio Bruno di Tornaforte nipote del Generale Francesco Bruno di Tornaforte Governatore di Ceva e Fossano e Matilde che andò in sposa nel 1884 al Maggiore di Cavalleria Bonifacio dei Conti de Rege di Donato.